# Gautieria
Gautieria is een geslacht van schimmels behorend tot de familie Gomphaceae. 

## Soorten
Volgens Index Fungorum bevat het geslacht 29 soorten (peildatum maart 2023), namelijk:
| Soortnaam                                      | Auteur(s)                          | Publicatiejaar |
| ---------------------------------------------- | ---------------------------------- | -------------- |
| Gautieria caudata                              | (Harkn.) Zeller & C.W. Dodge       | 1934           |
| Gautieria chengdensis                          | J.Z. Ying                          | 1984           |
| Gautieria chilensis                            | Zeller & C.W. Dodge                | 1934           |
| Gautieria clelandii                            | G. Cunn.                           | 1941           |
| Gautieria fuegiana                             | E. Horak                           | 1964           |
| Gautieria gautierioides                        | (Lloyd) Zeller & C.W. Dodge        | 1934           |
| Gautieria globispora                           | K. Tao, Ming C. Chang & B. Liu     | 1996           |
| Gautieria graveolens                           | Vittad.                            | 1831           |
| Gautieria harknessii                           | Zeller & C.W. Dodge                | 1934           |
| Gautieria hubeiensis                           | K. Tao, Ming C. Chang & A-S. Xu    | 1996           |
| Gautieria inapire                              | Palfner & E. Horak                 | 2001           |
| Gautieria magnicellaris                        | (Pilát) E.L. Stewart & Trappe      | 1992           |
| Gautieria mexicana                             | (E. Fisch.) Zeller & C.W. Dodge    | 1934           |
| Gautieria microspora                           | Rodway                             | 1930           |
| Gautieria monospora                            | G.W. Beaton, Pegler & T.W.K. Young | 1985           |
| Gautieria monticola                            | Harkn.                             | 1884           |
| Gautieria morchelliformis (Grove sponstruffel) | Vittad.                            | 1831           |
| Gautieria otthii (Stinkende sponstruffel)      | Trog                               | 1857           |
| Gautieria pallida                              | Harkn.                             | 1934           |
| Gautieria parksiana                            | Zeller & C.W. Dodge                | 1922           |
| Gautieria plumbea                              | Zeller & C.W. Dodge                | 1918           |
| Gautieria pseudovestita                        | Malençon                           | 1976           |
| Gautieria queenslandica                        | J.W. Cribb                         | 1958           |
| Gautieria retirugosa                           | Th. Fr.                            | 1909           |
| Gautieria shennongjiaensis                     | K. Tao, Ming C. Chang & B. Liu     | 1996           |
| Gautieria sinensis                             | J.Z. Ying                          | 1995           |
| Gautieria tasmanica                            | Rodway                             | 1930           |
| Gautieria trabutii                             | (Chatin) Pat.                      | 1897           |
| Gautieria xinjiangensis                        | T. Bau                             | 2013           |